# Giulio Tempesti
Pour les articles homonymes, voir Tempesti.

Giulio Tempesti (né le 25 septembre 1875 à Florence et mort à une date inconnue) est un acteur italien de théâtre et de cinéma.

## Biographie
Acteur de théâtre et de cinéma, Giulio Tempesti a formé sa propre compagnie de théâtre dans les premières années du XXe siècle.

## Filmographie partielle
- 1934 : La Prisonnière des ténèbres (La cieca di Sorrento) de Nunzio Malasomma
- 1935 : L'avvocato difensore  de Gero Zambuto
- 1938 : Jeanne Doré de Mario Bonnard
- 1939 : Cavalleria rusticana d'Amleto Palermi
- 1939 : Montevergine de Carlo Campogalliani
- 1940 : Sei bambine e il Perseo de Giovacchino Forzano
- 1940 : Lucrezia Borgia de Hans Hinrich
- 1941 : Pia de' Tolomei d'Esodo Pratelli
- 1941 : Il bravo di Venezia de Carlo Campogalliani
- 1942 : Un garibaldino al convento de Vittorio De Sica
- 1942 : I sette peccati de László Kiss
- 1942 : La fabbrica dell'imprevisto de Jacopo Comin
- 1943 : Giacomo l'idealista d'Alberto Lattuada